# Hugo IV. (St. Pol)
Hugo IV. (französisch Hugues IV; † 1205 in Didymotika) war ein Graf von Saint-Pol aus dem Haus Candavène. Er war ein Sohn des Grafen Anselm von Saint-Pol.
Hugo war 1180 ein Gast bei der Hochzeit des Königs Philipp II. von Frankreich und der Isabelle von Hennegau in Bapaume. Ab 1190 nahm er am Dritten Kreuzzug im Gefolge des Grafen Philipp von Flandern teil.

Hugo befehdete sich mit Graf Rainald I. von Dammartin, den er offen bekriegte, als der königliche Hof 1197 in Saint-Pol weilte.
Im Jahr 1200 nahm er erneut das Kreuz und begleitete ab 1202 den Grafen Balduin IX. von Flandern auf den vierten Kreuzzug. Während der Belagerung von Zara stimmte er dem Angebot des Prinzen Alexios Angelos zu einem Zug nach Konstantinopel zu. In mehreren Briefen an die Höfe Westeuropas berichtete Hugo von der ersten Belagerung Konstantinopels 1203 und schließlich von der Eroberung der Stadt 1204. Ein an Herzog Heinrich I. von Brabant adressierter Brief, datiert auf dem 18. Juli 1203, war der erste Bericht dieses Kreuzzuges überhaupt, der den Westen erreichte. Bei der Krönung Balduins von Flandern zum Kaiser fungierte Hugo als Schwertträger.
Hugo starb in Didymotika, angeblich wurde sein Leichnam in die Abtei von Cercamp überführt, obwohl Villehardouin berichtet, er sei im Kloster St. Georg in Mangana in Konstantinopel bestattet worden.
Er war verheiratet mit Yolande von Hennegau, einer Tochter des Grafen Balduin IV. von Hennegau. Mit ihr hatte er zwei Töchter:
- Elisabeth († vor 1240), Gräfin von Saint-Pol, ⚭ Walter III. von Châtillon
- Eustachie († vor 1241), ⚭ Johann II. von Nesle, Burggraf von Brügge

## Weblink
- Chronographische Geschichte der Grafschaften und Ländereien von Saint-Pol-sur-Ternoise von Ferry de Locre, Pfarrer von Saint-Nicolas in Arras (Anfang 17. Jahrhundert)